# Wagony Graz nr 59–73 (tramwaje w Brnie)
Wagony Graz nr 59–73 – typ dwuosiowego, dwukierunkowego tramwaju, produkowanego w 1920 r. przez Grazer Waggon- & Maschinen-Fabriks-Aktiengesellschaft vorm. Joh. Weitzer w Grazu dla przewoźnika Společnost brněnských elektrických pouličních drah. Były to ostatnie tramwaje z Grazu zakupione przez Brno.

## Konstrukcja
Konstrukcja nadwozia wywodziła się od wcześniej dostarczonych tramwajów nr 50–55 z Grazu, jednak niektóre rozwiązania zaczerpnięto z tramwajów CMg z fabryki Studenka. Nadwozie tworzył stalowy szkielet z drewnianym poszyciem. Z serii 50–55 pochodził kształt nadwozia, które jednak skrócono do 2,3 m i konstrukcja dachu (drewniane listewki kryte płótnem). Z serii CMg przejęto duże boczne okna i układ siedzeń, które po jednej stronie umieszczono wzdłuż kierunku jazdy, a po drugiej w poprzek. Do wnętrza tramwaju z platform wejściowych prowadziły drzwi przesuwne, które po prawej stronie z przodu były dwuczęściowe, a z tyłu jednoczęściowe. Przedział pasażerski oddzielono od platform ściankami z przesuwnymi drzwiami. Tramwaj pobierał energię elektryczną z sieci trakcyjnej za pomocą pałąkowego odbieraka prądu. Nadwozie spoczywało na dwuosiowym nitowanym wózku z blach stalowych i profili walcowanych. Zawieszenie zapewniały resory piórowe, a osie były mocowane za pomocą łożysk ślizgowych. Wyposażenie elektryczne dostarczyła firma AEG, jego częścią były sprawdzone już nastawniki typu B6-30 z 11 stopniami jazdy (sześć dla szeregowego połączenia silników i pięć dla równoległego) i sześcioma stopniami hamulca elektrodynamicznego. Oporniki rozruchowe umieszczono na dachu. Napęd stanowiły dwa silniki typu DU 158 o mocy 40,5 kW.
W trakcie eksploatacji tramwaje ulegały modernizacjom. W latach 30. XX wieku pałąkowy odbierak zastępowano lirą, którą z kolei po II wojnie światowej wymieniano na odbierak nożycowy. Podwójne drzwi przesuwne na pomostach wymieniano w latach 30. XX wieku na czteroczęściowe harmonijkowe, wydłużano schody o dodatkowy stopień, a wewnątrz zamieniano poprzeczne siedzenia na podłużne ławki.

## Dostawy
| Państwo        | Miasto         | Lata dostaw    | Liczba | Numery taborowe |       |
| -------------- | -------------- | -------------- | ------ | --------------- | ----- |
| Czechosłowacja | Brno           | 1920–1921      | 15     | 59–73           | [ 4 ] |
| Łączna liczba: | Łączna liczba: | Łączna liczba: | 15     |                 |       |

## Eksploatacja

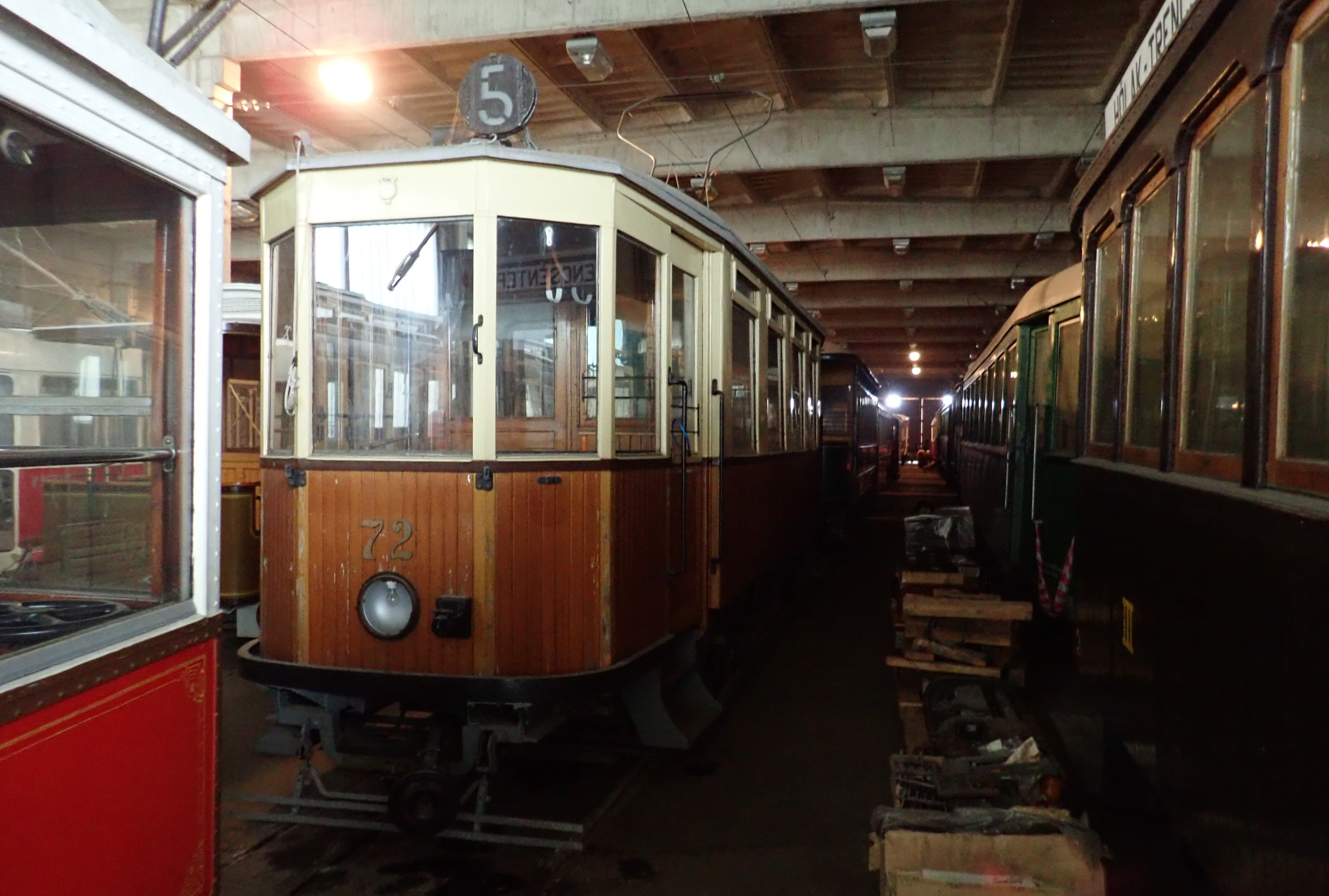
Tramwaj nr 72 w depozycie Muzeum Techniki w Brnie

Zamówienie na nowe tramwaje zostało złożone przez brneńskiego przewoźnika już w 1916 r., ale z powodu wybuchu I wojny światowej produkcję w Grazu rozpoczęto dopiero w 1920 r. Pierwsze cztery wagony zostały wprowadzone do eksploatacji w Brnie w październiku 1920 r., a pozostałych 11 w lutym i maju 1921 r. Po 1929 r. wagony tej serii zostały przeniesione do zajezdni Husovice, skąd wyjeżdżały głównie na linie 2, 5 i 8. W 1950 r. zmieniono system numeracji brneńskich tramwajów, a wagony 59–73 otrzymały nowe numery 19–33. Ich wycofanie z ruchu liniowego miało miejsce w latach 1963–1965, dziewięć z nich zostało następnie przekwalifikowanych na służbowe. Większość z nich została ostatecznie wycofana w 1967 i 1968 r., a ostatnim był wagon nr 816 w 1969 r.
W 1968 r., podczas przygotowań do obchodów 100-lecia transportu publicznego w Brnie, które miały odbyć się w 1969 r., wagon nr 812 (wycofany z eksploatacji w 1968 r.) został wybrany jako przedstawiciel swojej serii. W latach 1968–1969 został odnowiony w Centralnych Warsztatach DPMB do stanu po przebudowie w 1937 r. (odbierak typu lira, podłużne siedzenia, dwa stopnie, czteroczęściowe drzwi) i powrócił do swojego pierwotnego numeru 72. W 1971 r., wraz z innymi tramwajami odnowionymi do tego czasu, został przekazany Muzeum Techniki w Brnie, które włączyło go do tworzonej kolekcji pojazdów transportu publicznego.